# Festival Blume Gran Canaria
Das internationale Sportfestival Blume Gran Canaria findet alljährlich in der letzten Novemberwoche auf der Kanareninsel Gran Canaria statt. Unter der Dachmarke Internationales Festival für Allgemeines Turnen Blume Gran Canaria hat sich das Festival zu einer breitensportorientierten Großveranstaltung entwickelt, in deren Rahmen vielfältige sportliche und kulturelle Veranstaltungen stattfinden.

## Geschichte
Das internationale Sportfestival „Blume Gran Canaria“ wurde 1960 durch Jesus Telo Nuñez in Erinnerung an den verstorbenen spanischen Turner Joaquín Blume ins Leben gerufen. Seitdem hat sich das Festival zu einer internationalen Breitensportveranstaltung mit gymnastisch-turnerischem und tänzerischem Profil entwickelt. Auch andere Sportarten sind in das Programm integriert.
In den ersten Jahren standen bei der Programmgestaltung die Vorführungen der Vereine und Schulen von den Kanarischen Inseln im Vordergrund, um ihnen die Möglichkeit zu geben, sich der Öffentlichkeit zu präsentieren und den Breitensport auf diese Weise zu popularisieren. Seit Ende der 1990er Jahre richtete sich die Tätigkeit des Organisationskomitees verstärkt darauf, das Festival im internationalen Rahmen bekannt zu machen. Zum Beispiel nahm die Universität Las Palmas de Gran Canaria 2003 an einem Kongress der Fédération Internationale de Gymnastique (FIG) in Kapstadt (Südafrika) teil und präsentierte bei dieser Gelegenheit das Festival auf Gran Canaria als einen geeigneten Rahmen für den zu dieser Zeit vorgesehenen FIG-Kongress 2004. Mit der zunehmenden Teilnahme ausländischer Gruppen wuchs der internationale Charakter des Festivals. Bis 2009 hatten rund 14.000 ausländische Teilnehmer aus 40 Ländern und fünf Kontinenten teilgenommen. Gleichzeitig kam das Organisationskomitee zu der Erkenntnis, dass die Entwicklung des Seniorensports, die weitere Verbreitung und Unterstützung der Team-Gym-Wettkämpfe in Spanien (ab 1999) und die Einbeziehung weiterer Städte und Dörfer der Insel in das Festivalgeschehen Entwicklungsfaktoren für die Stabilisierung und Erweiterung des Breitensports in Spanien und besonders auf den Kanaren sein könnten.
2005 wurde in Verbindung mit dem Festival von der Union Européenne de Gymnastique (UEG) das „Erste Golden Age Festival 2005“ auf Gran Canaria durchgeführt. Das Golden Age Festival richtete sich mit Workshops und Bühnenvorführungen an die Älteren und wurde auf Grund der hohen Teilnehmerzahl zu einem Erfolg, so dass die UEG beschloss, das Golden Age Festival alle vier Jahre zu wiederholen. Die Idee, ein Festival für Ältere mit dem Festival Blume Gran Canaria zu verbinden, wurde in den folgenden Jahren beibehalten. Unter der ehemaligen Bundesturnwartin für Ältere im Deutschen Turner-Bund, Bärbel Schöttler, wurde das Festival um ein Angebot für Senioren erweitert. Unter der Bezeichnung „Internationales Gymnastik Festival 50+“ (IGF 50+) fand ein Seniorenprogramm Eingang in das Gesamtprogramm Blume Gran Canaria.
2008 wurde durch die Europäischen Turn-Union erneut das Golden Age Festival mit einem ähnlichen Programm wie 2005 nach Gran Canaria vergeben und wieder fand leicht zeitversetzt mit dem Festival Blume Gran Canaria ein Festival für Ältere auf der Insel statt. 2009 und 2010 kehrte man zu dem Verfahren zurück, das Festival für Ältere (IGF 50+) als Bestandteil des Blume-Festivals zu organisieren. 2011 wurde im Rahmen des Internationalen Gymnastik Festivals 50+ erstmals der Versuch unternommen, die einheimischen Sportgruppen von Gran Canaria besser in das IGF 50+ zu integrieren. Die Referenten fuhren in die Heimatorte der Sportlerinnen und führten in der zweiten Vormittagshälfte ihre Workshops vor Ort, in Arucas, El Tablereo, Mogán und Telde durch. Insgesamt nahmen circa 350 ältere Sportlerinnen aus den verschiedenen Seniorengruppen der Insel an den 4 Veranstaltungen teil. Traditionell sind Rollstuhlsportler aus Wales und aus München dabei sowie die Vorführungen der spanischen Gruppe „Civitas“ mit geistig Behinderten bei den Eröffnungsveranstaltungen.

## Programm
Das Festival Blume Gran Canaria versteht sich als ein Breitensportfest, in dem alle Sportarten und Disziplinen, Trends und insbesondere Gruppenvorführungen ihren Platz finden können. Im Jahr 2010 enthielt das Programm der Festwoche 40 Programmpunkte. Die Veranstaltungspalette reicht von einem Bridgeturnier und Judovorführungen über Kunstausstellungen bis zu den Hauptprogrammpunkten, den Bühnenvorführungen, Workshops und dem Team Gym-Turnier.

### Bühnenvorführungen

Bühnenveranstaltung 2006

Den breitesten Rahmen im Festivalprogramm nehmen die Bühnenprogramme ein. Die Grundidee des Festivals bestand ursprünglich darin, den Sportgruppen der Kanarischen Inseln und des spanischen Festlandes und später auch internationalen Showgruppen aus Sportvereinen und Schulen eine Möglichkeit für die Präsentation ihrer Bühnenprogramme zu bieten. Seitdem zeigen nationale und internationale Gruppen aller Altersklassen ihre Showprogramme auf den Bühnen verschiedener Orte der Insel. Höhepunkte auf Gran Canaria sind in der Festivalwoche die abendlichen Showprogramme auf den Bühnen vor dem C.C. Yumbo und auf der Plaza Maspalomas in Playa del Inglés.
Den Bühnenbedingungen entsprechend ist das Programm differenziert gestaltet. Auf der Plaza Maspalomas treten vorwiegend die Gruppen mit turnerisch-akrobatischen Programmen auf, während auf der Bühne vor dem C.C. Yumbo die tänzerisch-gymnastischen Gruppen im Vordergrund stehen. Die Gala Jesus Telo Nuñez in der Sporthalle im Centro Insular Deportes in der Inselhauptstadt Las Palmas de Gran Canaria ist der Höhepunkt der Festivalwoche. In einem Programm zeigen lokale und internationale Gruppen ihre Vorführungen.

### IGF 50+ Workshop-Programm

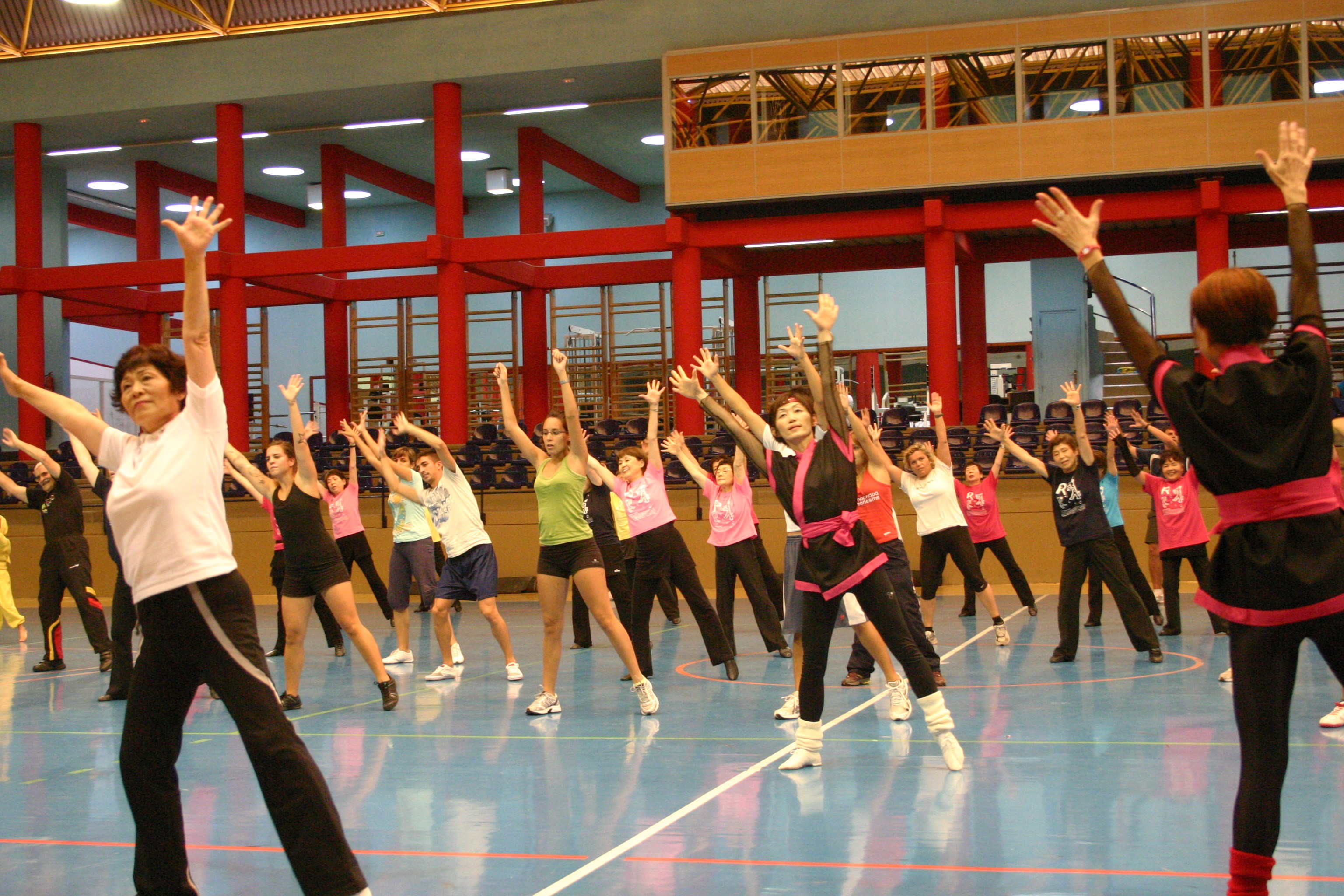
Workshop Ninja-Gymnastik 2010

In den Vormittagsstunden der Festivalwoche (Montag bis Donnerstag) werden aus den Bereichen Gymnastik und Tanz, Folklore, Entspannung, Freizeitspiele, Wasserangebote Workshops von 45 bzw. 90 Minuten angeboten. Die Workshops finden in den örtlichen Sportanlagen von San Bartolomé de Tirajana statt.

### Team Gym
Parallel zu den genannten Veranstaltungen findet im Rahmen des Festivals Blume Gran Canaria ein Turnier für Mannschaften im TeamGym statt. An dem Turnier können sowohl Mannschaften von Jugendlichen als auch Erwachsenteams teilnehmen und es ist für Sportler beiderlei Geschlechts offen. Das Turnier wird seit 1999 durchgeführt. Es ist Bestandteil des internationalen Wettkampfkalenders der Sportart. Der Wettkampf beinhaltet nach den internationalen Wertungsvorschriften:
1. Akrobatische Sprungfolgen der Mannschaft auf der Tumblingbahn (Elastische Akrobatikbahn von 13 bis 15 Länge, zuzüglich einer Anlaufbahn von 20 m Länge und einer Landezone von 6 m Länge).
2. Einzelsprünge der Mannschaft am Sprungtisch, Absprung vom Minitramp
3. Einzelsprünge der Mannschaft am Minitrampolin
4. Turnerisch-gymnastische Gruppenübung auf einer Bodenfläche von 20 × 14 m

Die Mannschaftsstärke beträgt an jedem Sprunggerät bis zu 10 Personen. Davon kommt nur eine bestimmte Personenanzahl in die Wertung.

## Statistik
Seit 1960, haben mehr als 130.000 Teilnehmer das Festival besucht. Die höchste Teilnehmerzahl wurde mit 137.771 Teilnehmern durch die Insel Gran Canaria selbst erreicht. Davon hatten 10 Gemeinden und Städte mehr als 1.000 Teilnehmer und 4 davon mehr als 5.000 Teilnehmer.
| Gemeinde                   | Teilnahmehäufigkeit | Teilnehmer |
| -------------------------- | ------------------- | ---------- |
| Arucas                     | 33                  | 10296      |
| Ingenio                    | 25                  | 2572       |
| Mogán                      | 21                  | 2299       |
| San Bartolomé de Tirajana  | 31                  | 6975       |
| Santa Brigida              | 22                  | 2136       |
| Telde                      | 33                  | 15090      |
| Las Palmas de Gran Canaria | 59                  | 97282      |

Die Teilnahme der einzelnen Länder ist aus der folgenden Tabelle ersichtlich.
| 1  | Albanien              | 2  | 2       | 2003, 04                                                         |    |       |   |     |                        |
| 2  | Australien            | 2  | 32      | 2000, 2010                                                       |    |       |   |     |                        |
| 3  | Belgien               | 7  | 142     | 90, 91, 93, 2007, 08, 15-18                                      |    |       |   |     |                        |
| 4  | Dänemark              | 34 | 5300    | 86 bis 2019                                                      |    |       |   |     |                        |
| 5  | Deutschland           | 39 | 6044    | 69, 71, 75, 76, 85–2019                                          |    |       |   |     |                        |
| 6  | Estland               | 2  | 37      | 1999, 2008                                                       |    |       |   |     |                        |
| 7  | Finnland              | 13 | 353     | 88, 90–93, 96, 01, 04, 06–08, 2015, 16                           |    |       |   |     |                        |
| 8  | Frankreich            | 11 | 194     | 63, 67, 81, 2005 und 07, 08, 13–18                               |    |       |   |     |                        |
| 9  | Griechenland          | 8  | 154     | 97, 99, 2000, 02–04, 08, 12                                      |    |       |   |     |                        |
| 10 | Großbritannien        | 37 | 4942    | 60, 68, 78, 81, 87–2019                                          |    |       |   |     |                        |
| 11 | Indien                | 7  | 99      | 97–04                                                            |    |       |   |     |                        |
| 12 | Irland                | 12 | 365     | 94, 99, 01, 03, 05–12                                            |    |       |   |     |                        |
| 13 | Island                | 7  | 110     | 2001, 04–08, 12,14                                               |    |       |   |     |                        |
| 14 | Israel                | 2  | 72      | 98, 99                                                           |    |       |   |     |                        |
| 15 | Italien               | 15 | 280     | 98, 99, 2000–04, 06–08, 10–14, 16 - 19                           | 16 | Japan | 5 | 148 | 88, 89, 90, 2000, 2010 |
| 17 | Kanada                | 3  | 19      | 92, 96, 99                                                       |    |       |   |     |                        |
| 18 | Kap Verden            | 9  | 211     | 95, 02, 05–07, 11, 15–18                                         |    |       |   |     |                        |
| 19 | Kuba                  | 5  | 15      | 99–2001, 05–06                                                   |    |       |   |     |                        |
| 20 | Liechtenstein         | 1  | 2       | 2007                                                             |    |       |   |     |                        |
| 21 | Litauen               | 7  | 100     | 2006–08, 13, 17,19                                               |    |       |   |     |                        |
| 22 | Luxemburg             | 1  | 2       | 1962                                                             |    |       |   |     |                        |
| 23 | Mali                  | 1  | 1       | 2003                                                             |    |       |   |     |                        |
| 24 | Moldawien             | 6  | 39      | 2000, 03, 04, 06, 19                                             |    |       |   |     |                        |
| 25 | Niederlande           | 3  | 212     | 2000, 07, 08                                                     |    |       |   |     |                        |
| 26 | Nigeria               | 1  | 3       | 2006                                                             |    |       |   |     |                        |
| 27 | Norwegen              | 13 | 564     | 82–84, 89, 97, 00, 01, 04, 07–12                                 |    |       |   |     |                        |
| 28 | Österreich            | 17 | 431     | 87, 93, 94, 02, 04–06, 08–19                                     |    |       |   |     |                        |
| 29 | Portugal              | 20 | 274     | 61, 64, 66, 70, 72, 73, 80, 87–90, 94, 97, 99–01, 04, 07, 15, 16 |    |       |   |     |                        |
| 30 | Russland              | 8  | 147     | 06–09, 14, 13–19                                                 |    |       |   |     |                        |
| 31 | Schweden              | 24 | 1256    | 70, 74, 85, 90, 97, 98, 99, 01, 04–19                            |    |       |   |     |                        |
| 32 | Schweiz               | 11 | 138     | 61, 85, 91, 96, 99, 04, 05, 07, 08, 11–13                        |    |       |   |     |                        |
| 33 | Slowenien             | 6  | 241     | 95, 02, 04, 2010, 15 , 17,19                                     |    |       |   |     |                        |
| 34 | Slowakei              | 3  | 55      | 2007, 08, 10                                                     |    |       |   |     |                        |
| 35 | Spanien               | 59 | 60–2019 |                                                                  |    |       |   |     |                        |
| 36 | Südafrika             | 1  | 18      | 2000                                                             |    |       |   |     |                        |
| 37 | Tschechische Republik | 19 | 556     | 95, 99, 2000, 02–11, 13–19                                       |    |       |   |     |                        |
| 38 | Türkei                | 2  | 2       | 2000 und 07                                                      |    |       |   |     |                        |
| 39 | Ungarn                | 7  | 106     | 98, 99, 2005 und 07, 08, 16, 18                                  |    |       |   |     |                        |
| 40 | Venezuela             | 2  | 38      | 1964, 2011                                                       |    |       |   |     |                        |